# Valentin Faltlhauser

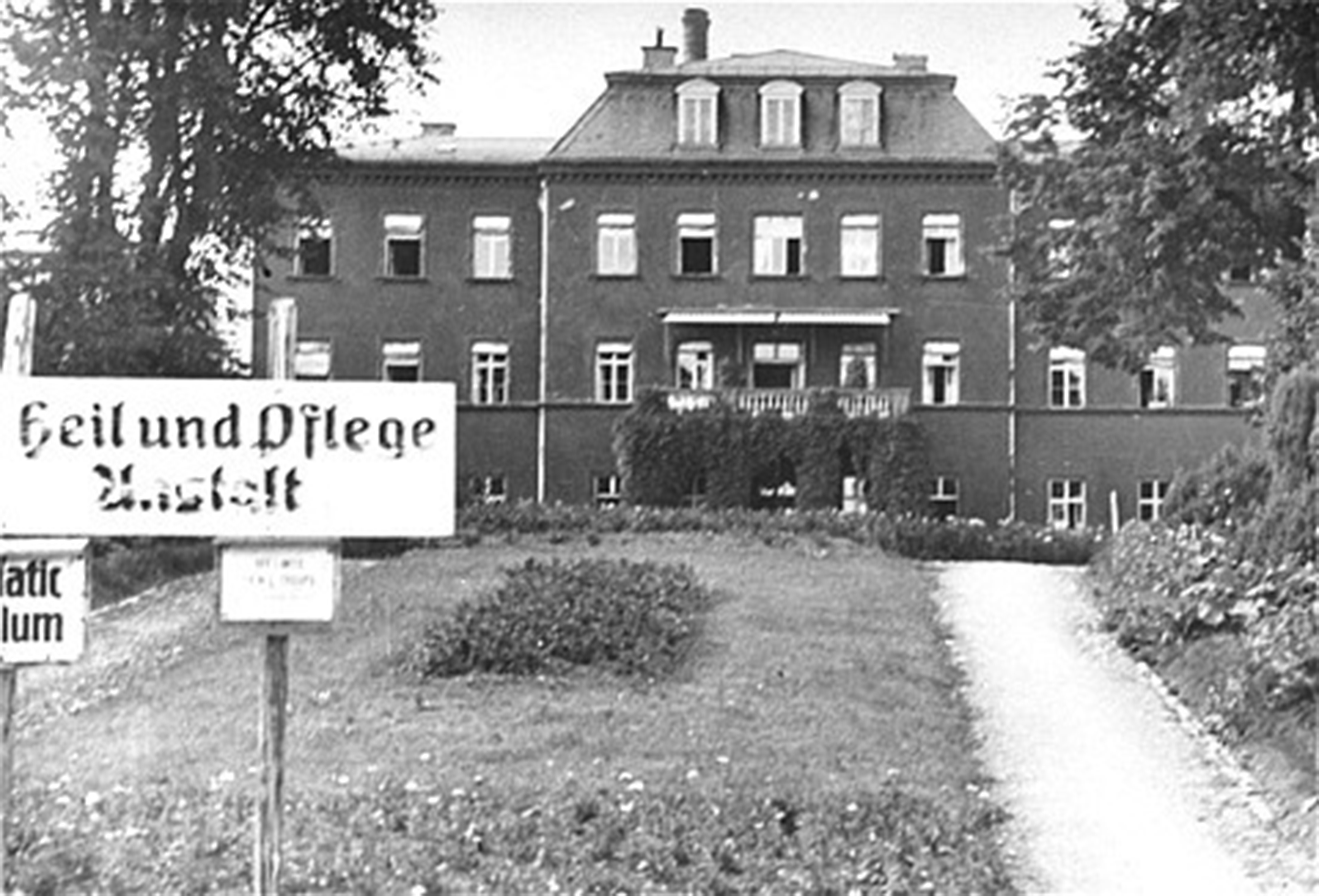
Heil- und Pflegeanstalt Kaufbeuren am 2. Juli 1945, als amerikanische Offiziere in die Anstalt kamen

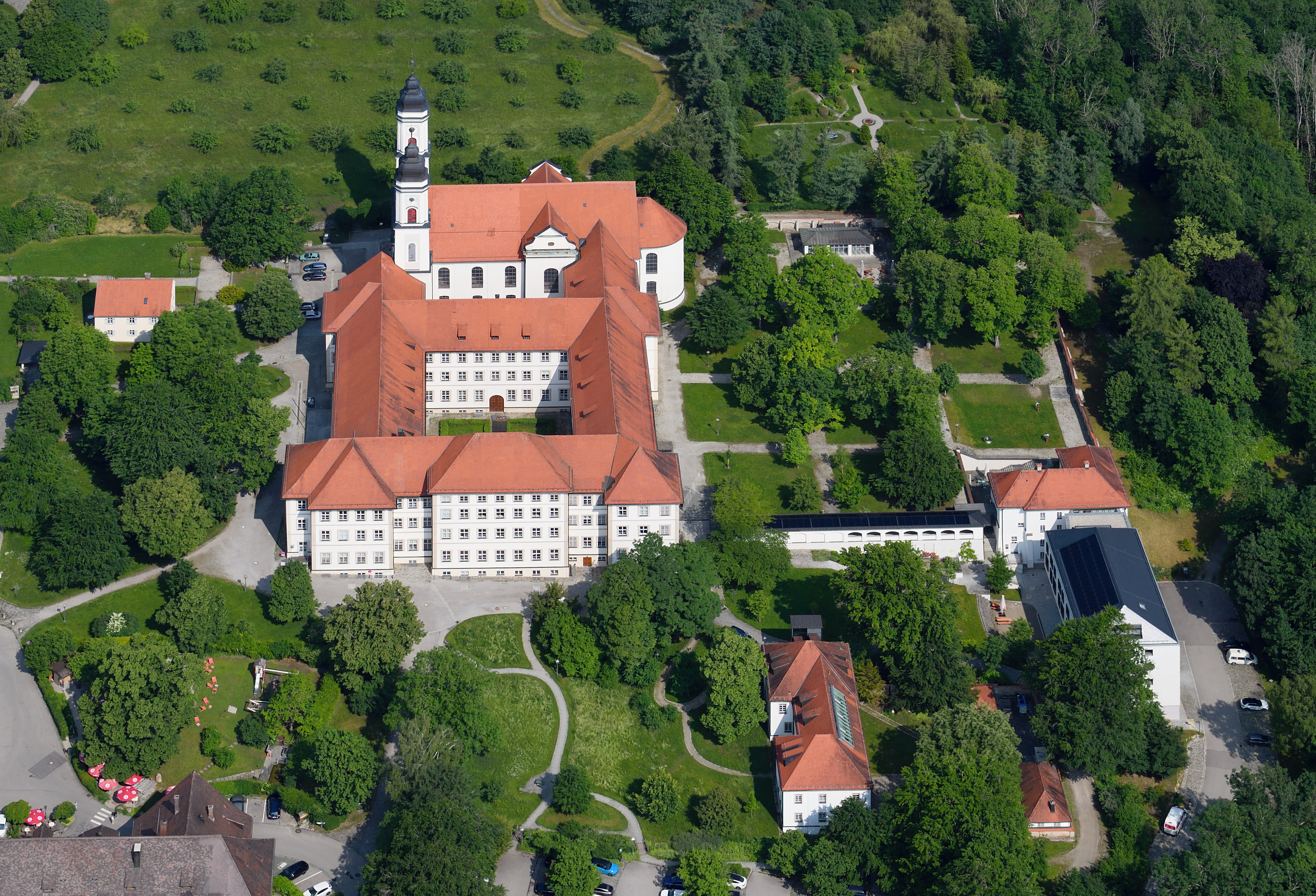
Kloster Irsee bei Kaufbeuren

Valentin Faltlhauser (* 28. November 1876 in Wiesenfelden; † 8. Januar 1961 in München) war ein deutscher Psychiater und zur Zeit des Nationalsozialismus als T4-Gutachter und Direktor der Heil- und Pflegeanstalt Kaufbeuren sowie der Zweigstelle Irsee an Euthanasieverbrechen beteiligt. Neben Erwachsenen wurden dort in der Kinderfachabteilung auch Minderjährige ermordet. Faltlhauser gehörte zu den Ärzten, die ihre wissenschaftlichen Kenntnisse der NS-Rassen- und Gesundheitspolitik und vermeintlichen Wirtschaftlichkeitsbetrachtungen unterordneten und damit zu Verbrechern wurden. Faltlhauser wurde nach Kriegsende zwar angeklagt und auch zu drei Jahren Haft verurteilt, die Strafvollstreckung wurde jedoch aufgeschoben, 1954 wurde er begnadigt.

## Schule, Studium, Regimentsarzt
Faltlhauser, Sohn eines Gutsverwalters, beendete seine gymnasiale Schullaufbahn in Amberg mit dem Abitur. Danach begann er an der Universität München ein Studium der Rechtswissenschaften, das er nach einem Semester wieder aufgab. Neigungsbedingt wechselte Faltlhauser zum Fach Medizin und studierte zwei Jahre in München. 1899 wechselte er an die Universität Erlangen. Sein Schwerpunkt waren die Nervenkrankheiten. Nach Studiumsende wurde Faltlhauser zunächst Hilfs- und schließlich ab Februar 1904 Assistenzarzt an der Kreisirrenanstalt Erlangen. Faltlhauser promovierte an der Universität Erlangen zum Dr. med., seine Dissertation erschien 1906. Als Einjährig-Freiwilliger leistete er 1899/1900 und 1903/04 Militärdienst. Von Oktober 1914 bis Mitte Juni 1918 nahm Faltlhauser als Stabsarzt der Reserve und Regimentsarzt des bayerischen Reserve-Infanterie-Regiments 20 am Ersten Weltkrieg teil.

## Reformpsychiater
Faltlhauser übte seine psychiatrische Tätigkeit zunächst in einer traditionellen Verwahranstalt mit sehr eingeschränkten therapeutischen Möglichkeiten aus. Dies änderte sich erst, als es dem Psychiater Gustav Kolb, Direktor der Anstalt Erlangen, gelang, nach Kriegsende seine reformerischen Ideen umzusetzen und mit seinem Oberarzt Faltlhauser mit dem Konzept der „Offenen Fürsorge“ eine international beachtete Psychiatriereform einzuleiten. Das Konzept der „Offenen Fürsorge“ basierte auf ambulanter Betreuung und dem Aufbau eines sozialen Unterstützernetzwerkes für chronisch psychisch kranke Menschen. Seit 1920 übte Faltlhauser neben seiner Tätigkeit als Oberarzt die Funktion des Fürsorgearztes aus, ab Mai 1922 dann hauptamtlich.S. 193 Faltlhauser gehörte schließlich zu den führenden Reformpsychiatern und wurde im November 1929 Direktor der Heil- und Pflegeanstalt Kaufbeuren, wo er ebenfalls mit dem Aufbau einer „Offenen Fürsorge“ begann.S. 211f. Gemeinsam mit Kolb und Hans Roemer veröffentlichte er 1927 die Schrift Die offene Fürsorge in der Psychiatrie und ihren Grenzgebieten.S. 185 Noch 1932 präferierte er in einem Lehrbuch der Psychiatrischen Krankenpflege die Behandlung chronisch Kranker und lehnte Euthanasiemaßnahmen ab. Faltlhauser, der als Vertreter der Offenen Psychiatrie galt, verfolgte jedoch auch von Anfang an die Aussonderung der so genannten „Psychopathen“:S. 211f.
„[…] Mit eine der schwierigsten Fragen, welche die offene Fürsorge in der Psychopathenbehandlung zu lösen hat, ist die Frage der Psychopathenehen. Es ist kaum zu hoch gegriffen, wenn ich behaupte, dass 80 vH der Psychopathen wieder eine Psychopathin heiraten. Es wird Pflicht einer Fürsorge sein, solche beabsichtigte Ehen, wenn sie zu ihrer Kenntnis kommen, nach Möglichkeit zu verhindern. […] [Da selbst] unermüdliche Aufklärung [hier nichts nütze,] kann vielleicht auch die Anregung der Entmündigung von Erfolg sein.“

## Gefolgsmann der nationalsozialistischen Ideologie
Nach der Machtübernahme durch die Nationalsozialisten verlor das Konzept der „Offenen Fürsorge“ an Bedeutung. Kontrolle war vor Behandlung primäres Ziel, die postulierte „Volksgesundheit“ war gegenüber den individuellen Bedürfnissen der Patienten vorrangig. Faltlhauser übernahm die rassen- und gesundheitspolitischen Zielsetzungen der Nationalsozialisten. Er gründete eine Ortsgruppe der Deutschen Gesellschaft für Rassenhygiene und wurde Mitarbeiter des Rassenpolitischen Amtes der NSDAP. Zudem war er Beisitzer beim sogenannten „Erbgesundheitsgericht“ in Kempten und entschied über Zwangssterilisationen.
Faltlhauser wurde in den „Reichsausschuss zur wissenschaftlichen Erfassung von erb- und anlagebedingten Leiden“ berufen, einer Einrichtung, welche die Kinder-Euthanasie vorbereitete. Ab dem 6. September 1940 war Faltlhauser als T4-Gutachter tätig. Er bearbeitete Meldebögen von Patienten aus Heil- und Pflegeanstalten und entschied darüber, welcher der Patienten als „Euthanasiefall“ einzustufen war. So war Faltlhauser an den Euthanasieverbrechen unmittelbar beteiligt. Faltlhauser arbeitete zudem an einem Euthanasiegesetz („Gesetz über Sterbehilfe bei unheilbar Kranken“) mit. Dieses Gesetz wurde im Oktober 1940 verabschiedet, erlangte aber keine Rechtsgültigkeit.S. 241f.
Bis August 1941 wurden über 600 Patienten aus der Anstalt Kaufbeuren in den Gaskammern der NS-Tötungsanstalten Grafeneck und Hartheim ermordet. Faltlhauser wandte nach Beendigung der Aktion T4 im Rahmen der „dezentralen Euthanasie“ andere Tötungsmethoden an: Er ließ die Patienten verhungern oder mittels Luminaltabletten und in Einzelfällen bei Kindern durch Morphin-Scopolamin-Injektionen ermorden. Von 1939 bis 1945 starben unter diesen Umständen in der Anstalt Kaufbeuren zwischen 1.200 und 1.600 Patienten, darunter etwa 210 Kinder.
Auf einer Konferenz der bayrischen Anstaltsdirektoren am 17. November 1942 im bayrischen Innenministerium referierte Faltlhauser über seine Erfahrungen bei der Verabreichung einer fettlosen Sonderkost („E-Kost“), durch die „arbeitsunfähige“ Patienten innerhalb von drei Monaten verhungerten. Während dieser Tagung forderte der bayrische Staatskommissar Walter Schultze die anwesenden Anstaltsdirektoren auf, die Verpflegung „nicht arbeitsfähiger“ Patienten zu reduzieren. Am 30. November 1942 unterzeichnete Schultze schließlich den „Hungerkost-Erlaß“, der die Anstaltsdirektoren verpflichtete, „unverzüglich die entsprechenden Maßnahmen zu veranlassen.“Special Diet S. 98–99 Faltlhauser, der die fettlose Sonderkost bereits in Kaufbeuren eingeführt hatte, und auch Hermann Pfannmüller – 1930 Oberarzt und stellvertretender Direktor in Kaufbeuren unter Valentin Faltlhauser –, seit 1938 Leiter der Heil- und Pflegeanstalt Eglfing-Haar, waren die Protagonisten dieser Maßnahme.S. 227f., 429f.

## Angeklagter nach Kriegsende
Faltlhauser wurde bei Kriegsende durch Angehörige der US-Army festgenommen.
In der Anstalt Kaufbeuren wurde unter Faltlhausers Vertreter Lothar Gärtner noch am 29. Mai 1945 der vierjährige Richard Jenne ermordet. Ein Arzt, der aus der Kriegsgefangenschaft heimgekehrt war, berichtete den Amerikanern von den Tötungen über das Kriegsende hinaus. Zwei amerikanische Offiziere und ein Fotograf inspizierten daraufhin am 2. Juli 1945 die Anstalt, zwölf Stunden nachdem der letzte erwachsene Patient gestorben war. Faltlhausers Stellvertreter fanden sie erhängt vor.
Eine Schwester der Anstalt Kaufbeuren sagte aus, dass sie Kinder auf Anordnung Faltlhausers töten musste. In der Regel wurden Luminaltabletten in Tee aufgelöst verabreicht, nur in Einzelfällen durch Injektionen. Nach zwei bis drei Tagen verstarben die Patienten. Morphin-Scopolamin-Injektionen sollen nur in Einzelfällen besonders unruhigen Kindern verabreicht worden sein. Die Dosis wurde von Faltlhauser selbst festgelegt.S. 227f., 306f. Größere Bekanntheit erlangte Ernst Lossa, der im Alter von vierzehn Jahren auf Anordnung Faltlhausers am 9. August 1944 durch zwei Morphin-Scopolamin-Injektionen ermordet wurde. Sein Schicksal weckte bereits bei den amerikanischen Untersuchern großes Interesse, da er nicht behindert war.
Gemeinsam mit vier weiteren Angehörigen des Kaufbeurer Anstaltpersonals wurde Faltlhauser vor dem Landgericht Augsburg wegen der Beteiligung an Euthanasieverbrechen angeklagt. Der Verfahrensgegenstand beinhaltete die „Mitwirkung am ‚Euthanasieprogramm‘ durch den Transport von Geisteskranken in die Tötungsanstalten, sowie durch Teilnahme an der Tötung erwachsener und jugendlicher Patienten mittels Luminaltabletten, Morphium-Scopolamin-Injektionen und unzureichender Ernährung“. Faltlhauser wurde im Juli 1949 wegen Anstiftung zur Beihilfe zum Totschlag zu einer Haftstrafe von drei Jahren verurteilt. Nach wiederholtem Aufschieben der Vollstreckung der Gefängnisstrafe wegen Haftunfähigkeit erfolgte im Dezember 1954 die Begnadigung durch den damaligen bayerischen Justizminister sowie die Wiederbewilligung der zwischenzeitlich gestrichenen Pension.
Nach dem Krieg rechtfertigte Faltlhauser sein Verhalten mit Pflichtbewusstsein, Mitleid und gesellschaftlichem Konsens. Als Staatsbeamter sei er dazu erzogen worden, den jeweiligen Anordnungen und Gesetzen Folge zu leisten.
„Mein Handeln geschah jedenfalls nicht in der Absicht eines Verbrechens, sondern im Gegenteil von dem Bewußtsein durchdrungen, barmherzig gegen die unglücklichen Geschöpfe zu handeln, in der Absicht, sie von einem Leiden zu befreien, für das es mit den heute bekannten Mitteln keine Rettung gibt, also als wahrhaft und gewissenhafter Arzt zu handeln.“
Aufgrund der jahrzehntelangen Diskussionen über Euthanasie habe er einen gesellschaftlichen Konsens angenommen und daher nicht an der Berechtigung des „Euthanasie“-Erlasses Hitlers gezweifelt.

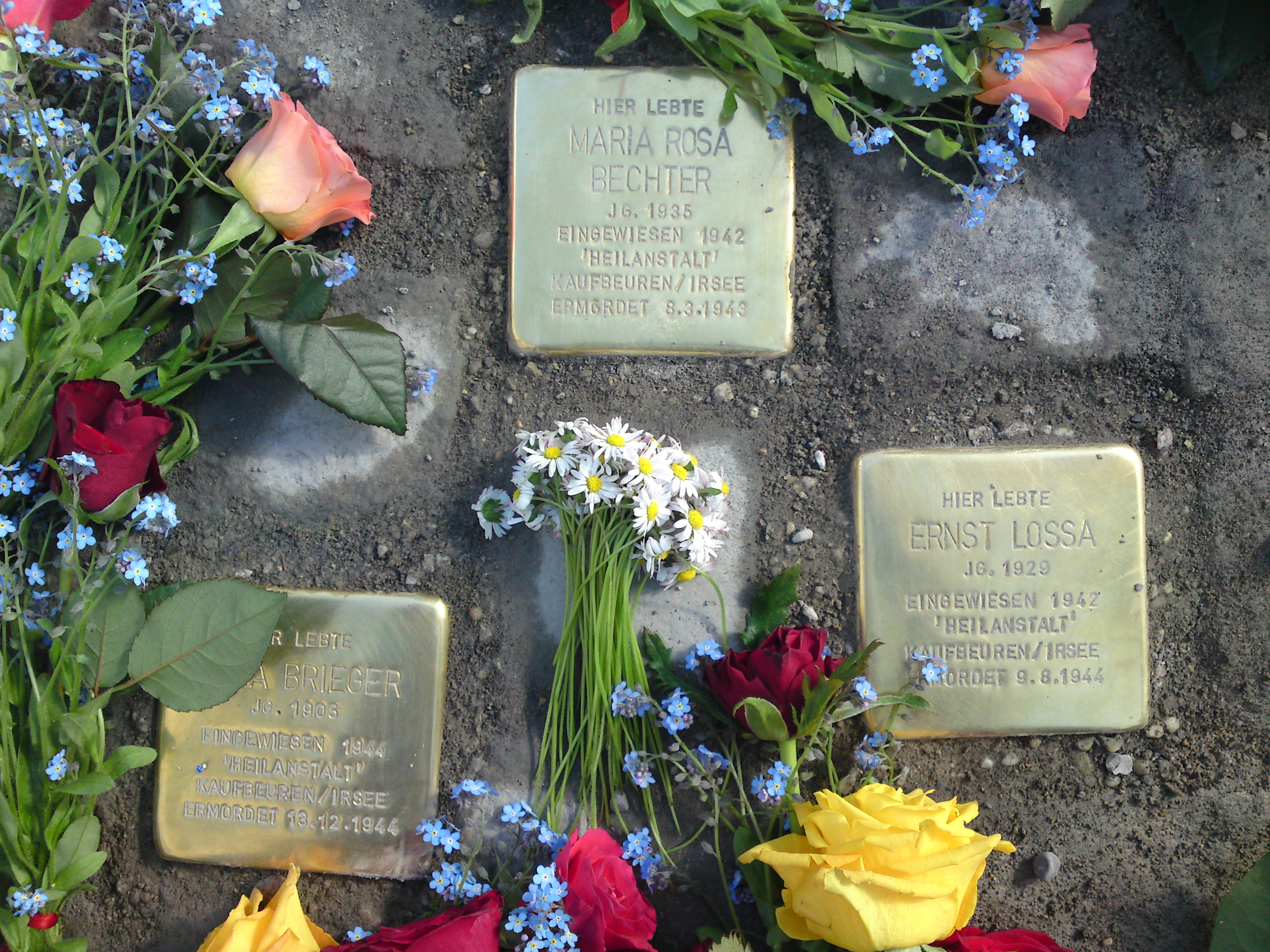
Stolpersteine für drei Opfer der nationalsozialistischen Euthanasie vor dem Kloster Irsee

Einer der führenden Psychiater, die sich um die Aufklärung der Verbrechen der NS-„Euthanasie“ bemühten, der langjährige Leiter des Bezirkskrankenhauses Kaufbeuren, Michael von Cranach, hält alle drei Argumente nicht für schlüssig. So habe die sogenannte „Führerermächtigung“ keine Gesetzeskraft gehabt, der konkrete Ablauf der Tötungen spräche dem Mitleidsargument Hohn und einen gesellschaftlichen Konsens habe es nicht gegeben.
Faltlhauser starb 1961 mit 84 Jahren in München.

## Bibliographie

### Schriften
- Casuistischer Beitrag zur Chorea Huntington's. Inaugural-Dissertation, Erlangen 1906
- Geisteskrankenpflege: Ein Lehr- u. Handbuch für Irrenpfleger. Zus. mit Ludwig Scholz. 4. Aufl., Halle 1939. (erste Aufl. 1923)
- Offene Fürsorge. Zus. mit Hans Roemer und Gerhard Kolb. Berlin 1927
- Die wirtschaftliche Unentbehrlichkeit und die wirtschaftliche Gestaltung der offenen Geisteskrankenfürsorge in der Gegenwart unter besonderer Berücksichtigung der Fürsorge in der Stadt. in: Zeitschrift für psychische Hygiene 5, 1932, S. 89f.
- Erbpflege und Rassenpflege. 2. überarbeitete Aufl., Halle 1937. (erste Aufl. 1934)